# Ton Schipper (politicus)
Antonie (Ton) Schipper (Kampen, 4 april 1935 - Groningen, 29 augustus 2007) was een Nederlandse politicus voor het CDA.
Hij groeide op in Losdorp in het noorden van de provincie Groningen en in Koudekerke, dat in de provincie Zeeland ligt. Zijn vader die 47 jaar in het onderwijs had gewerkt, adviseerde hem naar de kweekschool te gaan, maar dat werd geen succes.
Ton Schipper werd gemeenteambtenaar en begon zijn carrière in 1953 bij de gemeente Zoutelande op Walcheren. Daarna werkte hij nog als gemeenteambtenaar in Aalsmeer, Hardenberg en Dronten, tot 1979 toen hij burgemeester van de gemeente Oosterhesselen werd. Bij zijn aanstelling in Oosterhesselen was de PvdA-aanhang niet zo blij met hem, omdat ze liever een burgemeester van hun partij hadden gewild in plaats van de CDA'er Ton Schipper. In de gemeente Oosterhesselen heeft hij een aantal grote dingen bereikt zoals het behoud en de uitbreiding van de mavo in Oosterhesselen, de Israëlische onderscheiding Yad Vashem voor Nieuwlande en de toename van de bedrijvigheid in Geesbrug. Hij bleef de functie van burgemeester uitoefenen tot 1986, waarna hij burgemeester van het waddeneiland Texel werd tot 1993. 

## Texel
Gedurende zijn ambtsperiode op Texel maakte hij zich hard voor een goede leefbaarheid; daartoe deed hij pogingen de horeca en de omwonenden met elkaar in gesprek te laten komen om zodoende eventuele geschillen in der minne op te lossen.
Het Waddeneiland maakte destijds ingrijpende veranderingen door (achteruitgang van de landbouw, de visserij en de kleine bedrijvigheid) en Schipper bracht deze negatieve ontwikkelingen voor het voetlicht bij de rijksoverheid. 
Zijn pleidooien om met zandaanvullingen de kustlijn op peil houden, werden in daden van het ministerie van Verkeer en Waterstaat omgezet. Bij de Gaskop wist hij een gunstige prijs voor de Texelse energietarieven te bedingen.
Schipper werd opgevolgd door Mr. W.L.F.C. (Willem) ridder van Rappard.
Ton Schipper verhuisde na zijn burgemeesterschap van Texel naar Roderesch. Hij overleed in augustus 2007 op 72-jarige leeftijd en is op 3 september begraven in Roden, na een dienst in kerkelijk centrum Op de Helte in die plaats.